# Kylotonn
Kylotonn est un studio français de développement de jeux vidéo fondé en 2006 à Paris. 
Kylotonn est spécialisé dans les sports mécaniques et développeur officiel de la série WRC: FIA World Rally Championship ainsi que de Isle of Man Tourist Trophy.

## Historique
Kylotonn est fondé en 2006.
En 2008 débute la collaboration avec l’éditeur international Bigben Interactive.
En 2012, Kylotonn a développé la technologie Play All avec Wizarbox et Darkworks. Le moteur KT Engine, développé par Kylotonn, est officiellement agréé par Sony et Microsoft.
Lancement du label KT Racing ; Kylotonn se spécialise dans les sports mécaniques en 2014. 
En 2015, l'entreprise a ouvert un établissement à Lyon, Kylotonn Racing Games.
Kylotonn développe avec l’équipementier Valeo, un simulateur de véhicule autonome, marquant ainsi son entrée en tant que partenaire de l’industrie automobile et le lancement de son activité KT Automotive en 2016.
En 2017, Kylotonn / KT Racing obtient la récompense du Meilleur Jeu de Sport pour WRC 7 lors des Ping Awards. Cette même année, Bigben Interactive entre au capital du studio.
Nacon, filiale autonome de Bigben Interactive, acquiert la totalité du capital du studio en octobre 2018.
Membre du Syndicat national du Jeu Vidéo (SNJV), de Capital Games et Game Only, la société Kylotonn bénéficie du soutien de la BPI, de l’IFCIC et du Ministère de l’Enseignement Supérieur, de la Recherche et de l’Innovation[réf. nécessaire].

## Grève des 2023-2024
Les salariés de l'entreprise se mettent en grève en 2023 et dénoncent un « management pathogène et autoritaire », ainsi que le manque de transparence dans les relations entre Kylotonn et la maison-mère Nacon. Ils réclament également des augmentations de salaire.
En septembre 2024, Kylotonn rejoint la grève du studio Spiders, autre filiale du groupe Nacon.

## Jeux
- 2006 : Bet on Soldier: Blood of Sahara
- 2006 : Bet on Soldier: Black-Out on Saigon
- 2007 : Speedball 2 Tournament (en)
- 2009 : Little Folk of Faery
- 2009 : My Body Coach
- 2009 : Cocoto Festival
- 2011 : The Cursed Crusade
- 2011 : Obut Pétanque
- 2011 : My Body Coach 2
- 2011 : Hunter's Trophy
- 2012 : Obut Pétanque 2
- 2012 : My Body Coach 3
- 2012 : Hunter's Trophy 2: Europa
- 2013 : Hunter's Trophy 2: America
- 2013 : Hunter's Trophy 2: Australia
- 2013 : Truck Racer
- 2014 : Motorcycle Club
- 2015 : WRC 5
- 2016 : WRC 6
- 2017 : FlatOut 4: Total Insanity
- 2017 : WRC 7
- 2018 : TT Isle of Man: Ride on the Edge
- 2018 : V-Rally 4
- 2019 : WRC 8 (en)
- 2020 : TT Isle of Man 2: Ride on the Edge
- 2020 : WRC 9
- 2021 : WRC 10 (en)
- 2022 : WRC Generations
- 2024 : Test Drive Unlimited Solar Crown